# Гидроксид европия(III)
Гидроксид европия(III) — неорганическое соединение, 
гидроксид европия с формулой Eu(OH)3,
белые кристаллы,
не растворяется в воде.

## Получение
- При осаждении растворимых соединений европия щелочью образуется аморфный осадок гидроксида:

{\displaystyle {\mathsf {Eu(NO_{3})_{3}+3NaOH\ {\xrightarrow {}}\ Eu(OH)_{3}\downarrow +3NaNO_{3}}}}
- Кристаллический гидроксид можно получить гидротермальным синтезом при 300°С и давлении 100-500 атм.

## Физические свойства
Гидроксид европия(III) образует белые кристаллы
гексагональной сингонии,
пространственная группа P 63/m,
параметры ячейки a = 0,6352 нм, c = 0,3653 нм, Z = 2.

## Химические свойства
- При нагревании происходит частичная потеря воды:

{\displaystyle {\mathsf {Eu(OH)_{3}\ {\xrightarrow {500^{o}C}}\ EuO(OH)+H_{2}O}}}